# Derambila propages
Derambila propages är en fjärilsart som beskrevs av Louis Beethoven Prout 1926. Derambila propages ingår i släktet Derambila och familjen mätare. Inga underarter finns listade i Catalogue of Life.